# Дитионат калия
Дитионат калия — неорганическое соединение, соль щелочного металла калия и дитионовой кислоты с формулой K2S2O6, бесцветные (белые) кристаллы, растворимые в воде.

## Получение
- Обменная реакция с дитионатом бария:

{\displaystyle {\mathsf {BaS_{2}O_{6}+K_{2}CO_{3}\ {\xrightarrow {}}\ K_{2}S_{2}O_{6}+BaCO_{3}\downarrow }}}
{\displaystyle {\mathsf {BaS_{2}O_{6}+K_{2}SO_{4}\ {\xrightarrow {}}\ K_{2}S_{2}O_{6}+BaSO_{4}\downarrow }}}

## Физические свойства
Дитионат калия образует прозрачные (белые) кристаллы тригональной сингонии, пространственная группа P 32, параметры ячейки a = 0,9756 нм, c = 0,6274 нм, Z = 3.
Хорошо растворяется в воде, гидролиз по аниону.

## Химические свойства
- Разлагается при нагревании:

{\displaystyle {\mathsf {K_{2}S_{2}O_{6}\ {\xrightarrow {258-300^{o}C}}\ K_{2}SO_{4}+SO_{2}\uparrow }}}